# Erico II de Brunswick-Calenberg-Gotinga
Érico II, llamado  «el Joven» (en alemán: Erich der Jüngere) (Dassel, 10 de agosto de  1528 - Pavía, 17 de noviembre de  1584), fue un príncipe alemán de la casa de Welf, hijo del duque Erico I y de Isabel de Brandeburgo. Fue un  un líder mercenario, duque de Brunswick-Luneburgo y soberano del principado de Calenberg desde 1540 hasta su muerte.

## Biografía

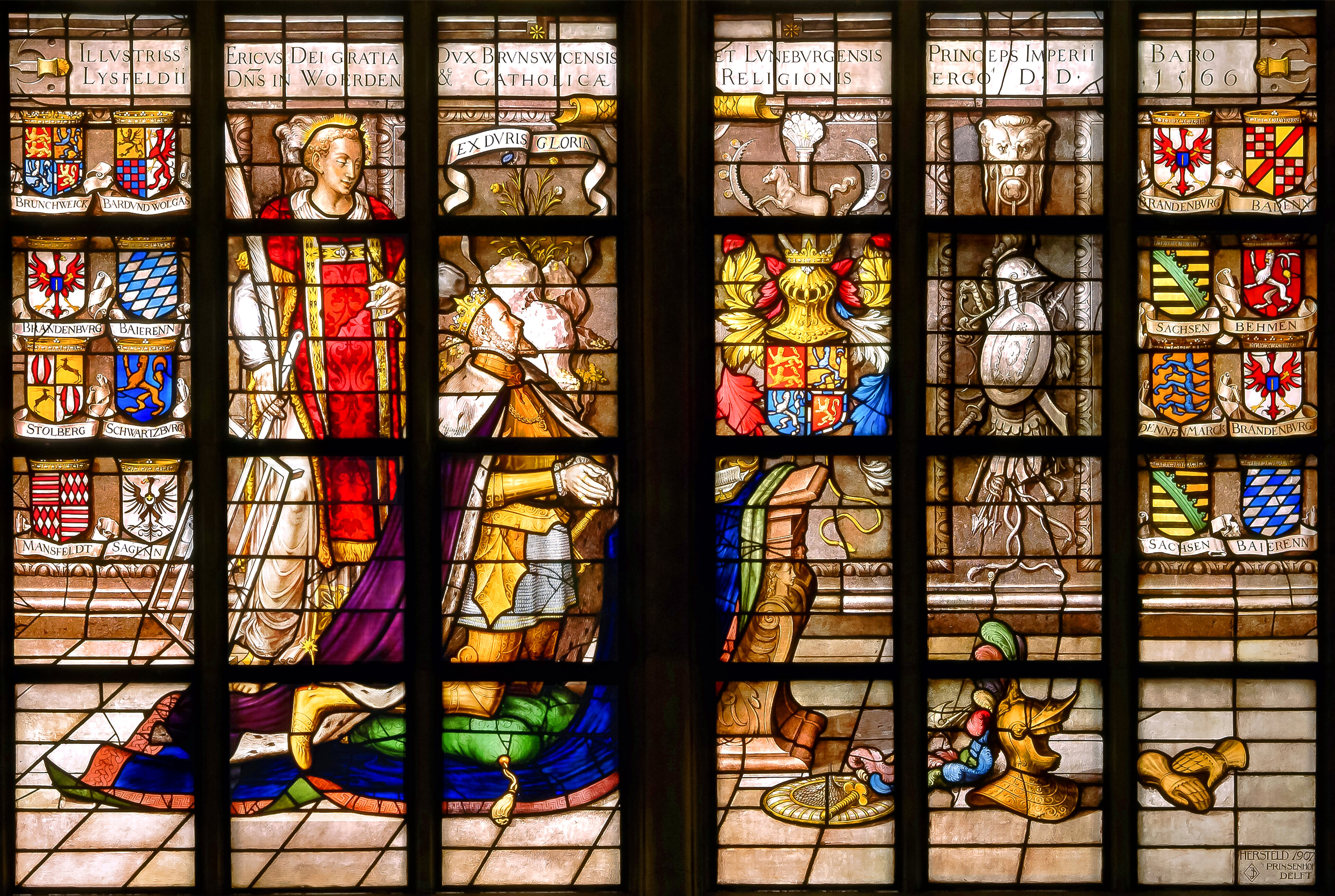
Erico en una imagen de donante de la iglesia de Sint Janskerk en Gouda, 1566

Érico era hijo de Erico I y de Isabel de Brandeburgo. Cuando murió su padre en 1540, tenía sólo doce años y su madre ejerció la regencia hasta que cumplió la mayoría de edad, que fue declarada prematuramente en 1545. Isabel dirigió los asuntos de estado en el principado de Calenberg-Gotinga, muy endeudado, e introdujo la Reforma protestante. Hizo convertir a sus hijos, pero en 1547, después de alcanzar la mayoría de edad, Erico II volvió al catolicismo, para  disgusto de su madre, y trató de hacer cumplir el Interim de Augsburgo en el principado. Debido a esto, sus súbditos lo miraron con recelo. Siendo aun joven, se apartó por completo de la influencia de su madre y siguió su propio camino.   
En 1546-1547, con 19 años, participó en la guerra de Esmalcalda del lado del emperador Carlos V. Erico y su ejército  de 6000 mercenarios, después de asediar sin éxito la ciudad de Bremen, sufrieron una devastadora derrota en la batalla de Drakenburgo (23 de mayo de 1547) frente a tropas de la liga de Esmalcalda lideradas por el conde Albrecht von Mansfeld. Mientras 2500 de sus hombres perdieron la vida, él solo pudo salvarse nadando a través del Weser.
Debido a sus constantes estancias en el extranjero, Erico difícilmente podía mantenerse al día en el gobierno regular de su principado. En 1563 se trasladó al obispado de Münster con un ejército de mercenarios. Se dice que el duque Erich-Weg en el sur de la ciudad de Cloppenburg y el municipio de Emstek llevan el nombre de ese evento. Desde Bramsche, el duque anunció la enemistadcon el príncipe-obispo Bernhard de Munster bajo el pretexto del adeudo de pagos atrasados. Luego sitió la ciudad de Warendorf, que se vio obligada a abrirle las puertas: primero la extorsionó con 3000 florines en dinero por no saquear la ciudad y finalmente otros 32.000 florines del obispo de Munster como señor de la ciudad de Warendorf como rescate por su partida.
En años posteriores permaneció en su principado durante periodos más largos sólo entre 1571 y 1574 y entre 1581 y 1583. Generalmente estaba fuera de sus dominios, en España, Francia, los Países Bajos e Italia. Allí permaneció en sus fincas o participó como líder mercenario en la Guerra Centroeuropea entre España y Francia (Guerra de los Sesenta Años) y más tarde en la entre España y Holanda (Guerra de los Ochenta Años) parte. Durante sus campañas bastante exitosas en nombre de otros, principalmente en España, capturó grandes sumas de dinero y también adquirió propiedades en el extranjero. Esto se debió al hecho de que sus señores de la guerra a menudo no podían satisfacer las demandas de dinero de su ejército mercenario. Entonces lo recompensaron con condados y castillos como prenda. De esta manera, Erico ganó la gloria holandesa de Woerden y la baronía de Liesveld, y el condado francés de Clermont y la gloria de Creil.
En 1573 Erico fue aceptado en la Orden del Toisón de Oro por Felipe II, lo que lo convirtió en una personalidad destacada.

## Vida familiar

### Primer matrimonio
El 17 de mayo de 1545, Erico se casó en la ciudad de Münden, sin la pompa habitual, con Sidonia de Sajonia (1518-1575), 10 años mayor que él, hija del duque Enrique IV de Sajonia y de Catalina de Mecklenburgo.
Su unión comenzó con los mejores auspicios: fue un matrimonio por amor, ya que un año antes Erico se había comprometido con Inés de Hesse. Mientras se negociaba el matrimonio en la corte de Kassel, conoció a Sidonia, de quien se enamoró, rompiendo su compromiso. El padre de Inés, el landgrave Felipe I, predijo entonces que «toda suerte de cosas van a suceder en este matrimonio una vez termine el período amoroso».
Dos años más tarde, Erico se reconvirtió al catolicismo mientras que Sidonia se mantuvo fiel a la fe luterana, a pesar de las súplicas de su marido. La pareja no tuvo hijos y fue infeliz debido a las dificultades financieras. Su relación tomó entonces un giro particularmente tenso y el conflicto entre los cónyuges culminó con las sospechas de Sidonia, que temía que su marido estuviera tratando de envenenarla: se dice que un comerciante genovés le declaró al hermano de Sidonia, Augusto de Sajonia, que Erico le habría dicho que «le encargó veneno, con el argumento de que él mismo era cristiano y su esposa luterana, y que era mejor destruir a una mujer que a 20.000 personas.»

### Degradación de la relación de pareja
Erico tomó entonces una amante, la baronesa Catalina von Weldam, a quien instaló con él en el castillo de Calenberg desde 1563 y que le dará dos hijos:
- Guillermo, baron de Lysfelt (fallecido joven en 1585);
- Catalina, baronesa de Lysfelt y Harem (1564-1606), que se casará en secreto con  Giovanni Andrea Doria, viudo de Zanobia del Carretto.[5]

A Sidonia ahora se le negó el acceso al castillo, después de haber declarado que si «entrara en mi casa, le cortaría la nariz y le sacaría un ojo». A partir de 1564, esta última, prácticamente bajo arresto domiciliario, apeló a su hermano y al emperador, quien envió asesores para intentar, sin éxito, obtener un compromiso con el duque.

### Acusaciones de brujería
En 1564, este último cayó gravemente enfermo y se sospechó de envenenamiento. Así, cuatro mujeres acusadas de brujería fueron quemadas en la ciudad de Neustadt am Rübenberge.
En 1570, una mediación encabezada por el emperador, el elector de Sajonia y el duque Julio de Brunswick-Wolfenbüttel condujo a un acuerdo que atribuyó el castillo de Calenberg a Sidonia pero Erico no lo respetó.
El 30 de marzo de 1572, el duque Erico reunió a algunos consejeros, nobles y enviados de las ciudades de Hannover y Hamelin en el castillo de Landestrost en Neustadt y acusó a Sidonia de brujería y de intento de asesinato contra su persona. Presentó pruebas obtenidas bajo tortura de las cuatro mujeres ejecutadas ocho años antes. Sidonia luego le pidió al emperador Maximiliano II que revisase el juicio. Ella dejó Calenberg en secreto para ir a Viena y logró convencer a Maximiliano de que la investigación debía llevarse a cabo en la corte imperial. Sin embargo, decidió poner el asunto en manos de los duques Julio de Brunswick y Guillermo el Joven de Brunswick-Luneburgo. El 17 de diciembre de 1573, el caso se presentó en Halberstadt ante el tribunal, frente a una gran audiencia. Todos los testigos retiraron sus declaraciones contra Sidonia y el 1 de enero de 1574, la duquesa fue absuelta.

### El monasterio de Weißenfels
Sidonia dejó Viena en octubre de 1572 para ir a Dresde a casa de su hermano y su cuñada. En compensación por el castillo de Calenberg y la platería confiscada por el duque Erico, recibió, tras largas negociaciones, una compensación económica y una pensión vitalicia. El elector Augusto le dará también el monasterio de las clarisas de Weißenfels, con todos sus ingresos. Sidonia vivió allí hasta su muerte en 1575.

### Segundo matrimonio
Sin embargo, apenas podía permanecer en su empobrecido principado, viajó con su esposa a Lorena y Venecia, donde compró el magnífico Palacio Vendramin-Calergi , donde
Ya viudo, Erico se volvió a casar en 1575 con Dorotea de Lorena (1545-1621), una vieja amiga hija del duque Francisco I de Lorena y de Cristina de Dinamarca.
Ambos matrimonios no tuvieron descendencia.
Erico no apreciaba vivir en su principado empobrecido y continuó viajando por Europa con su segunda esposa. En 1581 compró el magnífico palacio Ca' Vendramin Calergi en Venecia por 50.000 ducados, que tomó en préstamo comprometiendo algunos lucrativos cargos. Ofrecerá allí cenas suntuosas y «entretuvo principescamente a la nobleza de la república».
Tras su muerte en 1584 a los cincuenta y seis años, por un catarro pulmonar durante una estancia en Italia, primero en Venecia y luego en Pavía, el endeudado principado de Calenberg-Gotinga pasó a su primo, el duque Julio de Brunswick-Wolfenbüttel.

## Edificios
Los proyectos de construcción más significativos en el principado durante su reinado fueron la construcción del castillo de Freudenthal en Uslar, la reconstrucción del dañado castillo Güelfo de Münden y la ampliación de Neustadt am Rübenberge como ciudad fortificada con la construcción del castillo de Landestrost. Neustadt y el castillo se convirtieron en un complejo de fortalezas con una ciudadela, casamatas, murallas y baluartes. El costoso trabajo aún no estaba completo cuando murió en 1584.

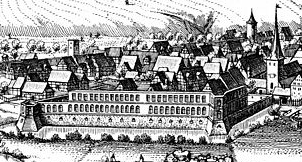
Castillo de Freudenthal de 1565, como ruina en una sección del grabado de Merian de Uslar
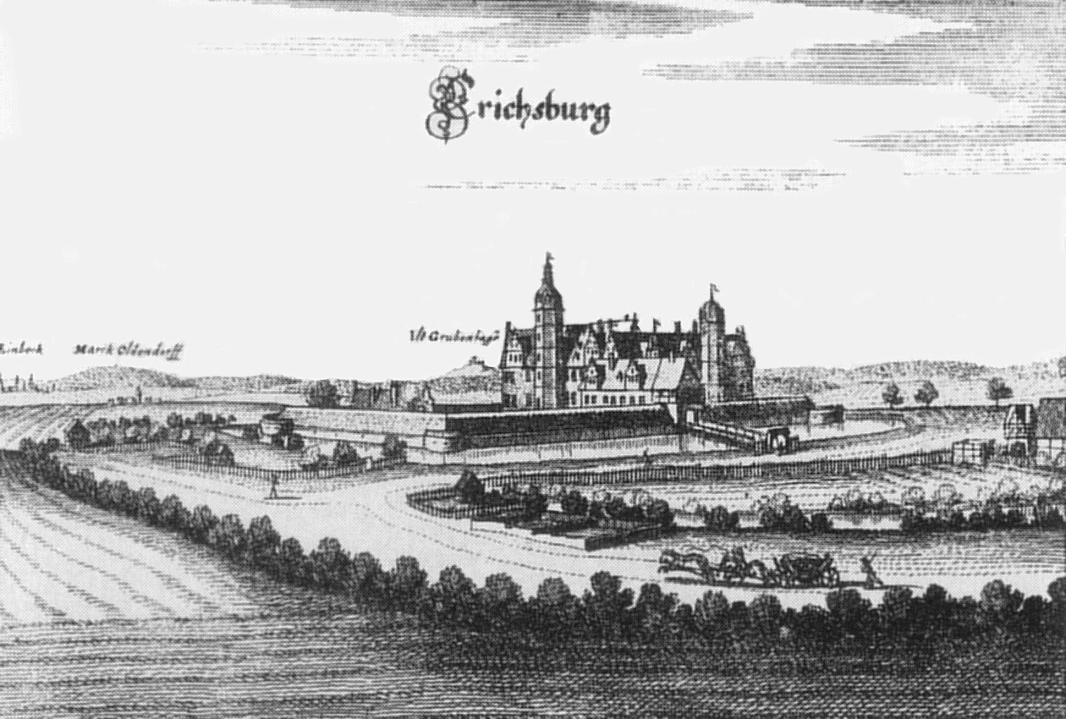
El Erichsburg de 1530, nombrado por Erico en un grabado en cobre alrededor de 1650 de Merian
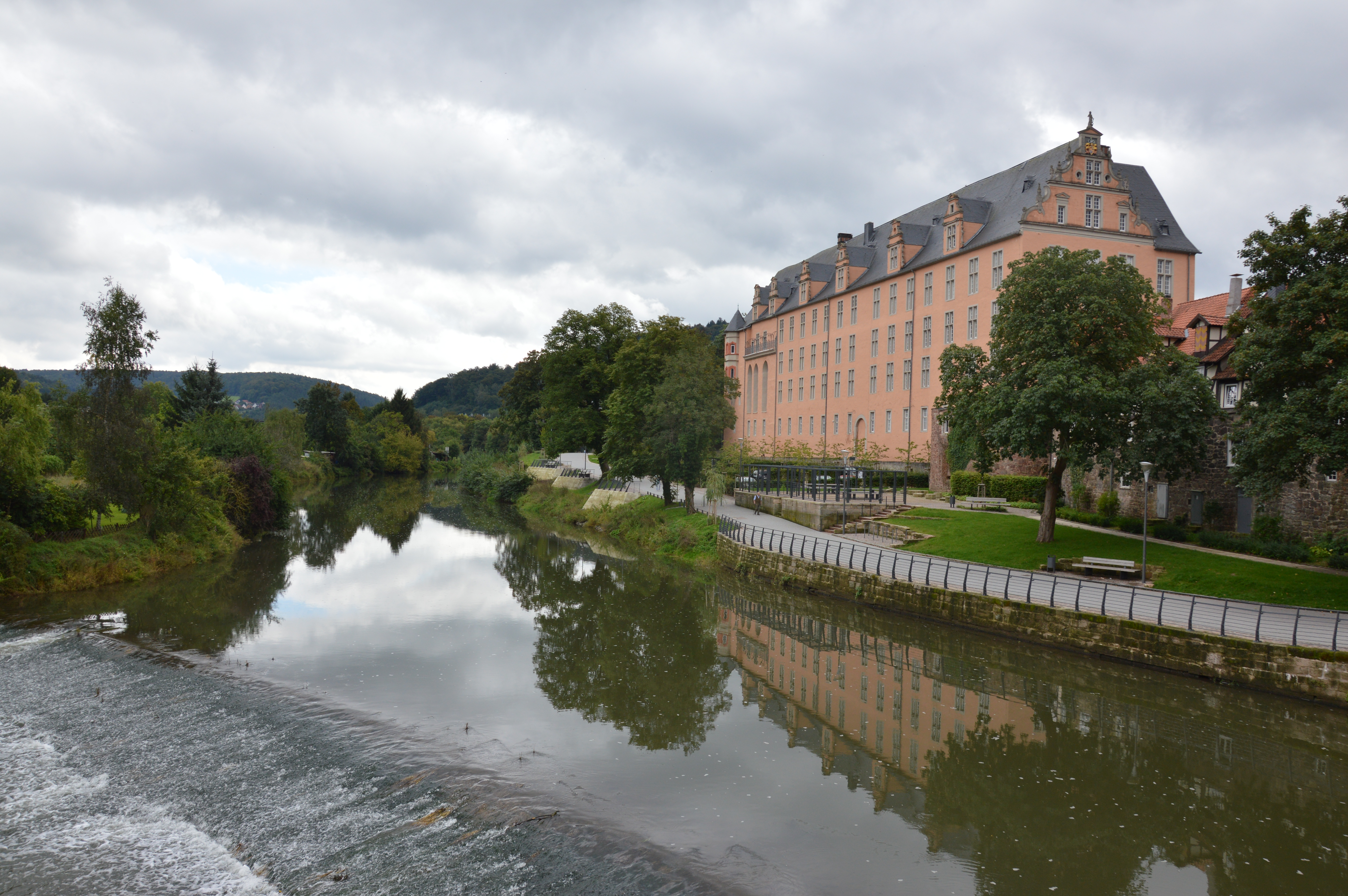
Castillo Güelfo, reconstruido en 1560, en Münden (1560)
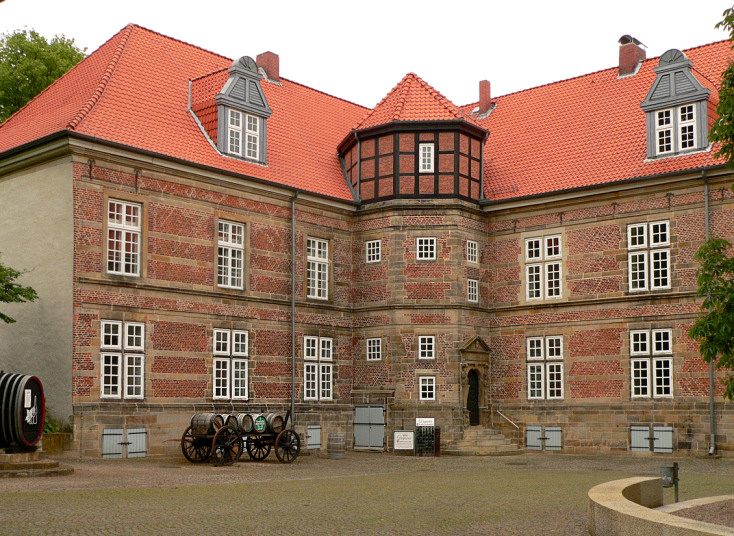
Castillo de Landestrost, construido a partir de 1573 bajo Erico II